# Józef Ludwik Zając
Józef Ludwik Zając, poljski general, * 1891, † 1963.